# District de Saint-Pol
Le district de Saint-Pol est une ancienne division territoriale française du département du Pas-de-Calais de 1790 à 1795.
Il était composé des cantons de Saint Pol, Aubigny, Avesnes le Comte, Fleury, Framecourt, Frevent, Heuchin, Magnicourt sur Canche, Monchy le Breton, Pernes et Saulty.